# Temelucha anatolica
Temelucha anatolica är en stekelart som först beskrevs av Sedivy 1959.  Temelucha anatolica ingår i släktet Temelucha och familjen brokparasitsteklar. Inga underarter finns listade i Catalogue of Life.